# روبرت دين هنتر
روبرت دين هنتر (بالإنجليزية: Robert enan Hunter)‏ هو سياسي أمريكي، ولد في 25 يونيو 1928 في دودج سيتي في الولايات المتحدة. حزبياً، نشط في الحزب الجمهوري. وقد انتخب عضو مجلس نواب تكساس.